# Sex Monster
Sex Monster és una pel·lícula estatunidenca de comèdia de 1999 dirigida i escrita per Mike Binder. Ha estat doblada al català.

## Argument
Martin «Marty» Barnes, un neuròtic home de negocis que treballa com a contractista a Los Angeles, intenta millorar la seva vida sexual amb la seva muller Laura (Mariel Hemingway), animant-la a tenir un trio amb una altra dona. Encara que Marty és prou afortunat en trobar que a Laura li agrada la idea, no compta en la seva decisió que ella no només no té cap necessitat del seu marit per divertir-se amb dones sinó que també acaba de fet preferint-les als homes. Es converteix en una tigressa sexual que sedueix cada dona que troba, incloent fins i tot la secretària de Marty.

## Repartiment
- Mike Binter: Marty Barnes
- Mariel Hemingway: Laura Barnes
- Renée Humphrey: Didi
- Christopher Lawford: Dave Pembroke
- Joanna Heimbold: Evie Pembroke
- Kevin Pollak: Jerry Berman
- Stephen Baldwin: Murphy
- Anita Barone: Carol